# CFBDSIR 2149-0403
CFBDSIR 2149-0403 (fuld betegnelse: CFBDSIR J214947.2-040308.9) er en fri planet og sandsynligvis (87 % sikkert) del af AB Doradus-gruppen, hvilket er udledt af dens position og egenbevægelse. Objektet blev opdaget i 2012.
CFBDSIR-2149-0403 er mest sandsynligt en gasplanet med en anslået masse på mellem 4 og 7 gange Jupiters. Objektet er således større en større exoplanet, men ikke stor nok til at have startet kerneprocesser, hvilket ville gøre objektet til en brun dværg. Objektet er specielt derved, at det tilsyneladende ikke som en traditionel planet er i kredsløb om en stjerne, men derimod bevæger sig uden for et solsystem uden selv at være en stjerne. 
CFBDSIR-2149-0403 befinder sig ca. 100 lysår fra Jorden. 

## Eksterne links
- 'Orphan' Alien Planet Found Nearby Without Parent Star, space.com, 14.11.12

| Astronomi | Spire Denne artikel om astronomi er en spire som bør udbygges. Du er velkommen til at hjælpe Wikipedia ved at udvide den. |